# Contes immorals
Contes immorals (títol original en italià: Storie scellerate) és un pel·lícula italiana dirigida per Sergio Citti, estrenada el 1973.Ha estat doblada al català.

## Argument
Dos joves condemnats a mort, esperant la seva propera execució, s'expliquen mútuament històries d'adulteri.

## Repartiment
- Silvano Gatti: Duc de Ronciglione
- Enzo Petriglia: Nicolino
- Sebastiano Soldati: el papa
- Santino Citti: Il Padreterno
- Giacomo Rizzo: Don Leopoldo
- Gianni Rizzo: el cardenal
- Ennio Panosetti: Chiavone
- Oscar Fochetti: Agostino
- Fabrizio Mennoni: Cacchione
- Elisabetta Genovese: Bertolina
- Franco Citti: Mammone
- Ninetto Davoli: Bernardino
- Nicoletta Machiavelli: Caterina di Ronciglione